# Púixkinskie Gori
Púixkinskie Gori (en rus: Пушкинские Горы) és un poble (un possiólok) de l'óblast de Pskov, a Rússia, segons el cens del 2021 tenia 4.373 habitants. És el centre administratiu del districte (raion) homònim